# Kengeri
Kengeri é um cidade no distrito de Bangalore, no estado indiano de Karnataka.

## Geografia
Kengeri está localizada a 12° 54′ N, 77° 29′ L. Tem uma altitude média de 826 metros (2709 pés).

## Demografia
Segundo o censo de 2001, Kengeri tinha uma população de 42 386 habitantes. Os indivíduos do sexo masculino constituem 52% da população e os do sexo feminino 48%. Kengeri tem uma taxa de literacia de 75%, superior à média nacional de 59,5%: a literacia no sexo masculino é de 79% e no sexo feminino é de 70%. Em Kengeri, 11% da população está abaixo dos 6 anos de idade.